# Сінокісне
Сінокі́сне (до 1948 року — Бозуккой, Бозук-Кую, крим. Buzuqköy, Bozuq Quyu) — село Перекопського району Автономної Республіки Крим. Розташоване в центрі району.
Відстань від райцентру до населеного пункта становить 33 кілометрів по прямій.